# Österreichisch-ungarische Staatseisenbahngesellschaft

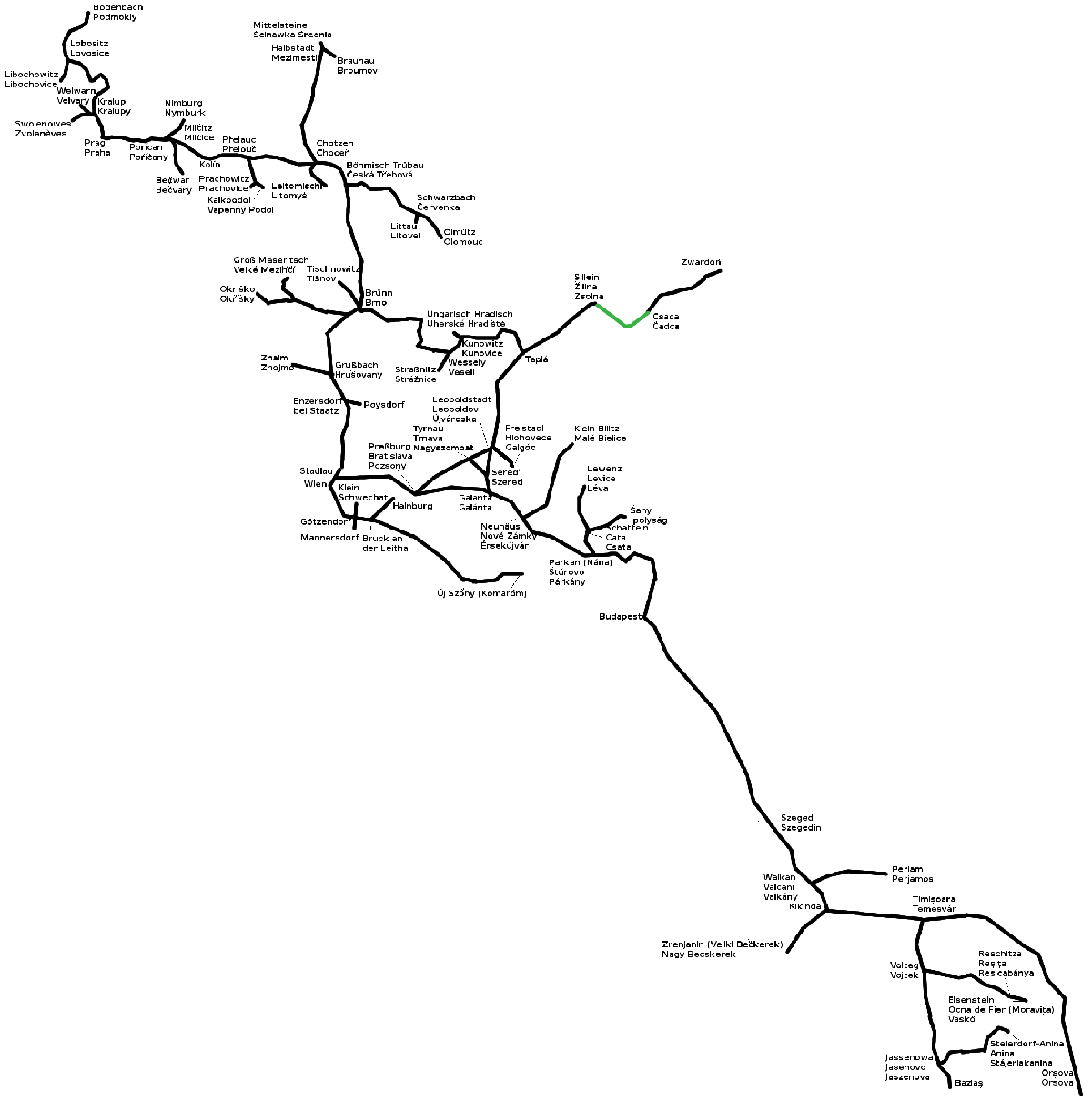
Het spoornetwerk van de Österreichisch-ungarische Staatseisenbahngesellschaft.

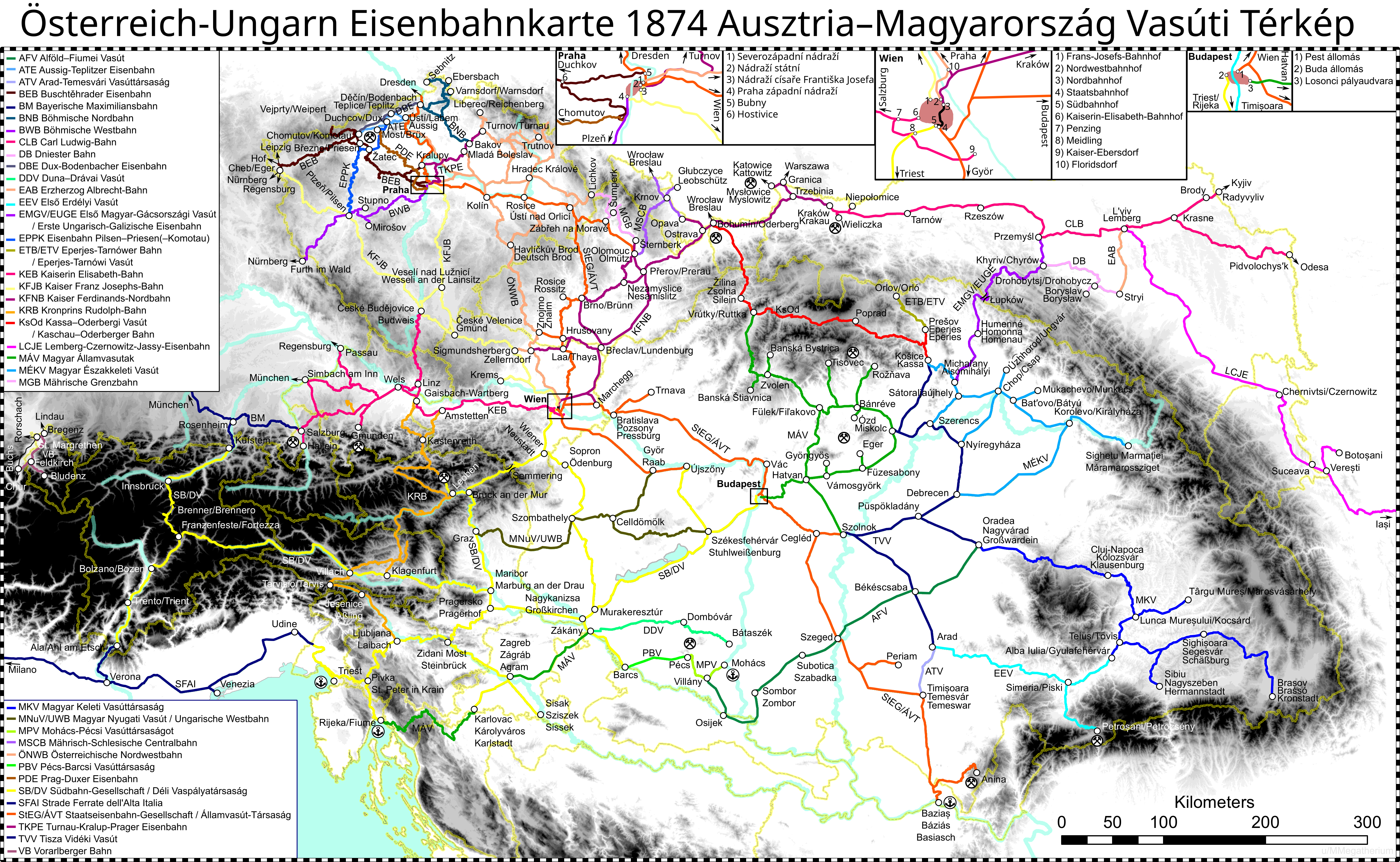
StEG netwerk in vergelijking met andere spoorwegondernemingen.

De Österreichisch-ungarische Staatseisenbahngesellschaft (StEG; Hongaars: Cs. k. szab. Osztrák-Magyar Államvasúttársaság, ÁVT) was een private spoorwegonderneming uit Oostenrijk-Hongarije. Na de nationalisatie van de spoorwegen in 1909 en het uiteenvallen van Oostenrijk-Hongarije veranderde het bedrijf in een industriële groep en werd het in 1940 omgedoopt tot Austria Email.